# Galerie Sainte-Foy
Ne doit pas être confondu avec Passage Sainte-Foy.
La galerie Sainte-Foy est une voie située dans le quartier Bonne-Nouvelle du 2e arrondissement de Paris.

## Situation et accès
La galerie Sainte-Foy est desservie à proximité la ligne 3 à la station Sentier.

## Origine du nom
Elle doit son nom à sa proximité avec la rue Sainte-Foy qui a pris ce nom en raison d'une enseigne représentant sainte Foy.

## Historique
La galerie couverte est créée dans le prolongement du passage du Caire, lors de la démolition du couvent des Filles-Dieu, rue Saint-Denis, au début du XIXe siècle.

## Bâtiments remarquables et lieux de mémoire
- Le dallage de la galerie, comme celui de celles qui lui sont attenantes, provient du couvent des Filles-Dieu.

## Pour approfondir